# 팀 세버린
티모시 "팀" 세버린(영어: Timothy Severin, 1940년 ~)은 영국의 탐험가이자, 역사학자, 소설가이다. 세버린은 신화나 전설에 언급된 실제 역사상의 여행을 재현하여 기록하는 것으로 유명하다. 왕립 지리학회가 수여하는 골드 메달(Gold Medal)과 왕립 스코틀랜드 지리학회가 수여하는 리빙스턴 메달(Livingstone Medal)을 수상하였다. 또한 1982년 작품 《신드바드의 모험》(The Sinbad Voyage)으로 토마스 쿡 트레벌 북 어워드를 수상하기도 했다.

## 이력
1940년에 영국령 인도 제국의 아삼 주에서 태어났다. 톤브리지 스쿨을 다녔으며, 옥스퍼드 키블 칼리지에서 역사학과 지리학을 전공하였다. 이미 대학생 시절인 1960년에는 스탠리 존슨, Michael de Larrabeiti과 함께 모터사이클로 마르코 폴로의 발자취를 따라가는 것을 시도한 적도 있었다. 이때는 중화인민공화국 국경에서 비자를 발급받는 과정에 문제가 생기는 바람에 계획은 실패로 돌아갔다.
그 후에도 세버린은 전설 상의 기록이 실제의 경험적 사실에 얼마나 근거하는지를 알아보기 위해 수 많은 항해와 여행을 재현하였다. 신드바드의 여행을 재현하기 위해 세버린은 전통적인 아라비아 범선을 다시 건조하여 오만에서 중국까지 항해하기도 했다. 오만의 술탄이 지원한 이 여행은 《신드바드의 모험》을 통해 묘사되었다. 또한 그가 1978년에 저술한 책인 《브렌던의 모험》(영어: The Brendan Voyage)에는 짐승의 가죽으로 만든 아일랜드의 전통적인 작은 배인 쿠라흐를 타고 아일랜드에서 뉴펀들랜드를 여행했던 한 아일랜드 수도사의 항해가 그의 재연을 통해 자세히 묘사되었다.
세버린은 또한 역사 소설을 쓰기도 하였는데, 2005년에 처음 출간되었던 《바이킹》 시리즈, 2007년 모험소설 《해적》(영어 원제: The Adventures of Hector Lynch) 시리즈 등이 있다.